# Jedsadakorn Kowngam
Jedsadakorn Kowngam (thailändisch เจษฎากร ขาวงาม; * 13. März 1997), auch als Few bekannt, ist ein thailändischer Fußballspieler.

## Karriere
Jedsadakorn Kowngam lernte das Fußballspielen beim Erstligisten Bangkok United in Bangkok. Hier unterschrieb er 2017 auch seinen ersten Profivertrag. Die Rückserie 2018 wurde er an den Zweitligisten Ubon UMT United  aus Ubon Ratchathani ausgeliehen. Im Anschluss wurde er die Saison 2019 an den ebenfalls in der Zweiten Liga spielenden Army United aus Bangkok ausgeliehen. Für den Verein spielte er 19 Mal in der Zweiten Liga. Nach der Ausleihe kehrte er zu Bangkok United zurück. Nachdem er für Bangkok United in der ersten Liga nicht zum Einsatz gekommen war, wechselte er zum 1. Juli 2020 zum Zweitligisten Nongbua Pitchaya FC nach Nong Bua Lamphu. Im März 2021 feierte er mit Nongbua die Zweitligameisterschaft und den Aufstieg in die erste Liga. Für Nongbua absolvierte er 28 Zweitligaspiele. Nach der Ausleihe kehrte er Ende Mai 2021 zu United zurück. Die Saison 2021/22 stand er 19-mal in der Liga für United auf dem Spielfeld. Im Juni 2022 wechselte er für eine Spielzeit auf Leihbasis zum Erstligaaufsteiger Lamphun Warriors FC. Für den Verein aus Lamphun bestritt er 13 Ligaspiele. Die Saison 2023/24 wurde er an den Zweitligisten Nakhon Si United FC verliehen. Die Saison 2023/24 wurde er mit dem Verein Tabellenfünfter und qualifizierte sich somit für die Aufstiegsspiele zur ersten Liga. Hier konnte man sich jedoch nicht gegen den Rayong FC durchsetzen und verblieb in der zweiten Liga. Nach der Ausleihe kehrte er nach Bangkok zurück. Hier wurde sein Vertrag nicht verlängert. Im Januar 2025 nahm ihn der Drittligist Samut Sakhon City FC unter Vertrag. Mit dem Verein aus Samut Sakhon spielt er in der Western Region der Liga. Am Ende der Saison 2024/25 feierte er mit dem Verein die Meisterschaft der Region.

## Erfolge
Nongbua Pitchaya FC
- Thailändischer Zweitligameister: 2020/21  ▲

Samut Sakhon City FC
- Thai League 3 – West: 2024/25